# Grafmonument van de familie Rädecker
Het grafmonument van de familie Rädecker op begraafplaats De Nieuwe Ooster in de Nederlandse stad Amsterdam is een rijksmonument.

## Achtergrond
Johann Wilhelm (Wilhelm) Rädecker (1851-1936) was een uit Duitsland afkomstige beeldhouwer, die woonde en werkte in Amsterdam. Hij trouwde er in 1890 met Anna Agnes (Naatje) Gosseling (1851-1921). Drie van hun kinderen, Willem, John en Anton Rädecker, werden ook beeldhouwer. Voor het grafmonument maakte Anton een gestileerd portret van zijn ouders, die als paar in een innige omarming op de steen staan. De Rijksdienst voor het Cultureel Erfgoed stelt dat het werk waarschijnlijk in 1921 werd gemaakt, volgens Ype Koopmans, die een monografie over John Rädecker schreef, gebeurde dat in de tweede helft van de jaren 30.
Het grafmonument is een van de zeventien op de Nieuwe Oosterbegraafplaats die op de monumentenlijst staan.

## Beschrijving
Het monument bestaat uit een staande steen, waar in de voorzijde de namen van de overleden zijn gegrift. Op de steen staat een gestileerd ouder stel ten voeten uit.

## Waardering
Het grafmonument (klasse 2, vak 2, nr. 22) werd in 2004 in het Monumentenregister opgenomen vanwege het "algemeen belang wegens cultuur- en funerair-historische waarde."